# ジョシュ・オノマー
ジョシュア・オゲネテガ・ピーター・"ジョシュ"・オノマー（Joshua Oghenetega Peter "Josh" Onomah、1997年4月27日 - ）は、イングランド・ロンドンインフィールド区出身のプロサッカー選手。ブラックプールFC所属。ポジションは、ミッドフィールダー。

## 経歴

### クラブ
トッテナム・ホットスパーFCのアカデミーで育成され、2015年1月のFAカップ・バーンリーFC戦でアンドロス・タウンゼントと交代しトップチームデビュー。
2015年11月のアストン・ヴィラFC戦でアディショナルタイムにデレ・アリと交代しプレミアリーグデビュー。12月のUEFAヨーロッパリーグ・ASモナコ戦で初スタメン。
2017年8月、チャンピオンシップのアストン・ヴィラFCに1シーズンレンタル移籍することが発表された。
2019年、フラムFCに移籍した。
2023年1月31日、プレストン・ノースエンドFCに加入した。
2024年10月3日、ブラックプールFCに加入した。

### 代表
各年代でイングランド代表に選出されており、UEFA U-17欧州選手権2014では主力として優勝に貢献した。UEFA U-19欧州選手権2016にも出場したが、準決勝でイタリアに敗れた。
2017 FIFA U-20ワールドカップでは準々決勝のメキシコ戦で退場処分を受け続くイタリア戦を欠場したが、決勝のベネズエラ戦で復帰し1966年以来となる国際大会優勝に貢献した。

## タイトル
U-17イングランド代表
- UEFA U-17欧州選手権: 2014

U-20イングランド代表
- FIFA U-20ワールドカップ: 2017